# Valentina Patruno
Valentina Patruno Macero (Caracas, 6 settembre 1982) è una modella e conduttrice televisiva venezuelana, di origini italiane.

## Biografia
Ha partecipato a Miss Venezuela 2003 il 16 ottobre 2003 in rappresentanza dello stato di Miranda. Pur non vincendo la corona, ha ottenuto i titoli speciali di Best Face, Miss Internet e Miss Popularity ed ha ottenuto la fascia di Miss Mondo Venezuela. Ha quindi rappresentato il Venezuela a Miss Mondo 2003 che si è tenuto a Sanya, in Cina il 6 dicembre 2003, dove la modella si è classificata al settimo posto.
In precedenza, la Patruno aveva vinto il titolo di Miss Italia nel mondo 2001 nel settembre 2001 a Salsomaggiore, dove aveva partecipato in rappresentanza degli Stati Uniti.
Successivamente la modella ha lavorato come conduttrice televisiva per reti televisive quali Univision e Venevision Plus.